# Wiaczesław Czanow
Wiaczesław Wiktorowicz Czanow, ros. Вячеслав Викторович Чанов, ukr. В'ячеслав Вікторович Чанов, Wiaczesław Wiktorowicz Czanow (ur. 23 października 1951 w Moskwie, Rosyjska FSRR) – rosyjski piłkarz pochodzenia ukraińskiego, grający na pozycji bramkarza, reprezentant Związku Radzieckiego, trener piłkarski. Starszy brat Wiktora Czanowa, również bramkarza, oraz syn Wiktora Czanowa, też bramkarza.

## Kariera piłkarska

### Kariera klubowa
Wychowanek Szachtara Donieck. Pierwszy trener Gieorgij Bikiezin. W latach 1969–1978 występował w pierwszym zespole górniczego klubu z rodzinnego Doniecka. Po 10 latach w składzie Szachtara przeszedł do Torpeda Moskwa. Kolejnym klubem był Neftçi PFK, skąd w 1987 powrócił do Moskwy, gdzie bronił barw CSKA Moskwa. W 1995 zakończył karierę jako bramkarz niemieckiego FSV Optik Rathenow.

### Kariera reprezentacyjna
Najpierw występował w olimpijskiej radzieckiej reprezentacji. 28 marca 1984 zadebiutował w pierwszej reprezentacji ZSRR w meczu towarzyskim z RFN, przegranym 1:2. Był powołany na Mistrzostwa Świata w 1982, ale nie rozegrał żadnego meczu w barwach Sbornej.

## Kariera trenerska
Bo zakończeniu kariery piłkarskiej z przerwami pracował jako trener bramkarzy w klubie CSKA Moskwa.

## Sukcesy i odznaczenia

### Sukcesy klubowe
- brązowy medalista Mistrzostw ZSRR: 1978
- finalista Pucharu ZSRR: 1982

### Sukcesy indywidualne
- rekordzista w ilości odbitych karnych w rozgrywkach Mistrzostw ZSRR: 11 karnych
- najlepszy bramkarz Mistrzostw ZSRR (według magazynu Ogoniok): 1981
- 3-krotnie wybrany do listy 33 najlepszych piłkarzy ZSRR: nr 2 (1981, 1982), nr 3 (1983)
- członek Klubu Jewhena Rudakowa: 137 meczów na "0"

### Odznaczenia
- tytuł Mistrza Sportu ZSRR: 1977
- tytuł Zasłużonego Trenera Rosji